# Cinema digital
O cinema digital refere-se ao uso da tecnologia digital para distribuir imagens em movimento em oposição ao uso histórico do filme de cinema. Um filme pode ser distribuído através de discos rígidos, pela Internet, links de satélite dedicados ou discos ópticos, como os discos Blu-ray. Filmes digitais são projetados usando um projetor digital em vez do projetor de filme convencional. O cinema digital é distinto da televisão de alta definição e não é dependente dos padrões de televisão ou vídeo de alta definição, proporções, ou taxas de frame. No cinema digital, as resoluções são representados pela contagem de pixels horizontal, geralmente resolução 2K (2 048 × 1 080 ou 2,2 megapixels) ou resolução 4K (4 096 × 2 160 ou 8,8 megapixels). Como a tecnologia do cinema digital tem melhorado desde 2010, a maioria dos cinemas de todo o mundo têm se convertido ao digital.